# Mandy Niklaus
Mandy Niklaus (* 1. März 1956 in Dresden; geborene Mandy Dick) ist eine ehemalige deutsche Florettfechterin.
Niklaus besuchte die Schule in Dresden und ließ sich im Anschluss an der Deutschen Hochschule für Körperkultur zur Diplom-Sportlehrerin ausbilden. Sie focht für den SC Einheit Dresden und den SC Dynamo Berlin und wurde zwischen 1976 und 1983 vierfache DDR-Meisterin im Florett.
Bei den Olympischen Spielen 1980 in Moskau belegte Niklaus mit der Florett-Mannschaft den achten Platz.
1982 gewann sie bei der Weltmeisterschaft in Rom mit Bronze im Florett-Einzel die erste WM-Medaille für die DDR im Fechten überhaupt.
Ihr Sohn André Niklaus ist Zehnkämpfer.